# Isahaya
Isahaya (japanska: 諫早市  ?, Isahaya-shi) är en stad i Nagasaki prefektur i Japan. Staden fick stadsrättigheter 1940.